# Exartema
Exartema är ett släkte av fjärilar. Exartema ingår i familjen vecklare.
Kladogram enligt Catalogue of Life:
| Exartema | \| \| Exartema japonicum \| \| \| \| \| \| Exartema pryerana \| \| \| \| |
|          | \| \| Exartema japonicum \| \| \| \| \| \| Exartema pryerana \| \| \| \| |
|          | Exartema japonicum                                                       |
|          |                                                                          |
|          | Exartema pryerana                                                        |
|          |                                                                          |